# 謝淑薇
謝 淑薇（シエ・スーウェイ，台湾中国語発音: [ɕjê sǔ wěi]，英語表記: Su-Wei Hsieh、1986年1月4日 - ）は、台湾・高雄市出身の女子プロテニス選手。フォアハンド・ストローク、バックハンド・ストロークともに両手打ちの選手。これまでにWTAツアーでシングルス3勝、ダブルス30勝を挙げている。自己最高ランキングはシングルス23位、ダブルス1位。身長169cm、体重57kg、右利き。
シングルスでは2008年全豪オープンで当地のテニス選手として男女通じて史上初の4大大会シングルス4回戦進出を達成し、2012年には2度のツアー優勝を挙げ1990年代に活躍した王思婷の持つ台湾人シングルス最高位を更新。
ダブルスでは2013年ウィンブルドン選手権と2014年全仏オープンで彭帥と、2019年ウィンブルドン選手権でバルボラ・ストリコバと、2021年ウィンブルドン選手権ではエリーズ・メルテンスとペアを組み、それぞれ優勝している。

## 来歴～ジュニア時代
7人姉弟の長女として生まれ、後に移り住んだ台北市でテニスコーチであった父親の謝子龍の指導で5歳からテニスを始める。謝一家は台湾でもよく知られたテニス一家で、淑薇を含む7人姉弟全員がジュニア/シニアの選手としての経歴を持つ(淑薇以外では7歳下の妹謝淑映と5歳下の弟謝政鵬がプロ選手となっている)。6歳から台湾国内ジュニア大会の出場を始め、わずか8歳で台湾の12歳以下全国大会で単複優勝、14歳時に全年齢の全国大会で史上最年少優勝を果たす。
またITFジュニアサーキット大会等の国際トーナメントでも、シングルスでは第16シードで出場した2001年全豪オープンで大会第2シードのマリオン・バルトリを破りベスト8に進出、第9シードで出場した2002年全豪オープンで当時ITFジュニアシングルスランキング1位の大会第1シードスベトラーナ・クズネツォワを破る活躍でベスト4に進出し、ダブルスでは詹謹瑋と組んで出場した2000年の世界スーパージュニアテニス選手権大会ダブルス部門でノーシードから準優勝、同じく詹と組んで第2シードで出場した翌2001年大会で優勝、クズネツォワと組んで第2シードで出場した2002年全仏オープンで準優勝し、ITFジュニアランキングシングルス最高9位、ダブルス最高5位を記録する等台湾国内外で高い実績を残していた為、当地では「天才少女」として早くからその将来を嘱望される選手であった。

## プロ転向

### 2001年
ジュニアツアーと並行する形で同年にプロ転向を果たすと、初のシニアレベルの大会出場となった1月のニュージーランド・ウェリントン1万ドル大会から9月のアメリカ合衆国・ピーチツリー2万5千ドル大会までシングルス28連勝を記録し、いきなりITFサーキットシングルス5大会連続優勝を達成する。この記録は当時のITFサーキット連勝記録となり、2011年にケーシー・デラクアが塗り替えるまで実に9年以上に渡ってITFサーキットツアー最多連勝記録であった。
続けて出場した9月のウィスミラク国際シングルスで予選を勝ち上がり初のWTAツアーシングルス大会出場を果たすと、2回戦で当時WTAシングルスランキング64位のレイチェル・マッキランを7-5, 2-6, 6-3のフルセットで、準々決勝で同90位の浅越しのぶを6-1,6-4のストレートでそれぞれ破り、アンジェリク・ウィジャヤとの準決勝まで進出。その年最後の大会出場となった11月のボルボ女子オープンでもシングルス予選を勝ち上がり、1回戦で趙倫貞を6-7(3), 7-5, 6-4のフルセットで、2回戦でユリア・バクレンコを7-5 ,1-6, 6-2のフルセットでそれぞれ破り、ロザンナ・デ・ロス・リオスとの準々決勝まで進出。これらの活躍によりWTAシングルス年度末ランキングで同114位のジャネット・リーに次ぐ台湾選手2位となる165位で終えた。

### 2002年～2003年
2002年は前年と同じくジュニアツアーと並行しての大会出場となり、4大大会シングルスの予選全てに挑戦。5月の全仏オープンでは予選決勝まで勝ち上がった他、ITFサーキットでも2大会でシングルスベスト4に進出。ダブルスでもアンジェリク・ウィジャヤと組んで予選を勝ち上がり出場した2月のドバイ・テニス選手権準々決勝で、大会第3シードのヤネッテ・フサロバ&アサ・スベンソン組を6-4,5-7,6-2のフルセットで破る活躍でベスト4に進出した。
更にツアー外では11月に韓国・釜山にて開催されたアジア競技大会で台湾代表に選出され、団体戦で銅メダルを獲得するなど一定の成績を残したが、前年ほどの活躍とはならずシングルス年度末ランキングも262位まで下降した。この不振は怪我や病気による物では無く、過剰なまでにハードなトレーニングとツアースケジュールを娘に強制した父子龍が原因であったといい、そんな父の方針に反発した謝は単身日本に渡り、元テニス選手の畠中君代が運営する名門テニスクラブとして知られるビッグKテニスクラブで指導を受けるようになる(ビッグKには2008年まで籍を置き、日本テニス協会の所属選手として日本を拠点に活動していた時期もあった謝は日本語にも堪能であり、2008年8月のJTAランキングで杉山愛に次いで単複最高2位を記録する「日本トップ選手」でもあった)。
2003年は同年4月に日本・有明の有明コロシアムで開催されたフェドカップアジア/オセアニアゾーンで台湾代表に初選出されるも、ツアーではこうした経緯から日本のITFサーキット大会を中心とした散発的な出場に留まり、年度末ランキングもシングルスが653位、ダブルスも418位と低迷を続けた(父との疎遠な親子関係は3年ほど続き、この間テニスをプレーする事自体から完全に離れていた時期さえあったという)。

### 2004年
この年はシングルスでは5月の韓国・ソウルITFサーキット2万5千ドル大会で予選から勝ち上がり準優勝した他は目立った成績を挙げられず、年度末ランキングも426位と復帰途上のシーズンであったが、ダブルスでは荘佳容と組みノーシードで出場した9月の ハンソル韓国オープン準々決勝で大会第3シードのブリアン・スチュアート&サマンサ・ストーサー組を6-2,7-5のストレートで、準決勝で第2シードのミラグロス・セケラ&マショーナ・ワシントン組を7-6(5),6-2のストレートで破り決勝に進出。決勝では地元ペアの 趙倫貞&田美螺組に6-3,1-6,7-5のフルセットで惜敗するも、自身初となるツアーダブルス準優勝を果たす。またツアー下部のITFサーキットでも2大会で優勝、4大会で準優勝の好成績を残し、年度末ランキングも156位と大きく上昇させた。

### 2005年
2005年になると父との関係が修復に向かい、ビッグKとJTAに籍を置いたまま台湾に戻り、再び父の指導を受けプロテニスの世界を目指す事となる。シングルスでは5月の日本・群馬県大会から7月の久留米市大会までITFサーキット2万5千ドル大会4連続優勝を記録しランキングを200位以上上昇させると、3年振りのグランドスラム大会挑戦となった8月の全米オープンで予選を突破しグランドスラム本戦初出場を果たす。本戦1回戦では当時世界ランク50位のカタリナ・スレボトニクに0-6,2-6のストレートで完敗した。更に9月のジャパン・オープン・テニス選手権、10月のPTTバンコク・オープンでも予選を勝ち上がり本戦に出場する等復調のシーズンとなり、年度末ランキングも台湾人トップとなる154位で終了した。
一方、ダブルスはツアーレベルでは岡本聖子と組んで出場した1月の全豪オープンでグランドスラムダブルス本戦初出場を果たし、詹謹瑋と組んで出場した9月のサンフィースト・オープンでベスト8に進出した以外目立った成績を挙げらなかったものの、ITFサーキットでは5大会で優勝、1大会で準優勝の成績を挙げ、年度末ランキングも前年と同じ156位を維持した。

### 2006年
シングルスでは5月の全仏オープンで予選を勝ち上がり本戦に出場するも、1回戦で地元フランスのマチルド・ヨハンソンに4-6,4-6のストレートで敗退。続く6月のウィンブルドン選手権では初のグランドスラム本戦ストレートインとなり、1回戦で当時世界ランク27位、大会第23シードのアナベル・メディナ・ガリゲスに挑戦したが3-6,2-6のストレートで敗れた。ツアーレベルでは他に2月のバンガロール・オープンと10月のPTTバンコク・オープンでも本戦に出場、ITFサーキットでも1大会で優勝、1大会で準優勝の成績を残し、年度末ランキングも前年より若干上昇させる140位で終了した。
一方ダブルスでは、タマリネ・タナスガーンと組んで出場した1月の全豪オープン1回戦でマルタ・ドマホフスカ&ロベルタ・ビンチ組を7-5,6-0のストレートで破り、2回戦に進出。自身初となるグランドスラム勝利を挙げると、同じくタナスガーンと組んで出場した2月のPTTパタヤ・オープンとバンガロール・オープンでそれぞれベスト4、ベスト8進出の好成績を挙げ、ITFサーキットでも3大会で優勝、2大会で準優勝の成績を残し、同年5月にはランキングも一時トップ100に突入。年度末ランキングでは若干下げたものの、前年より50位以上の上昇となる104位で終了した。
またツアー外では、12月にカタール・ドーハで開催されたアジア競技大会に台湾代表として出場し、団体で金メダルを、盧彦勳と組んだ混合ダブルスで銅メダルをそれぞれ獲得した。

### 2007年
2007年はダブルスで目覚ましい活躍を見せ、シーカ・ウベロイと組んでノーシードで出場した年初のASBクラシックで、3年振りとなるツアー準優勝を果たすと、アーラ・クドゥリャフツェワと組んで第4シードで出場した2月のソニー・エリクソン・インターナショナルでも準優勝を記録。更に荘佳容と組んで第2シードで出場した9月のチャイナ・オープン決勝では、地元中国の韓馨蘊&徐一幡組を7–6(2),6–3のストレートで、同じく荘と組んで第1シードで出場した翌週のハンソル韓国オープン決勝で、大会第2シードのエレニ・ダニリドゥ&ヤスミン・ヴェール組を6–2,6–2のストレートでそれぞれ下し、2週連続優勝を達成。WTAツアーで初めてのタイトルを獲得した。この年は他にもアーラ・クドゥリャフツェワと組んでノーシードで出場した7月のバンク・オブ・ウェスト・クラシック1回戦で、大会第2シードのヤネッテ・フサロバ&メガン・ショーネシー組を3-6,2-6のストレートで破る活躍で大会第3シードのサニア・ミルザ&シャハー・ピアー組との準決勝まで進出した他、同じくクドゥリャフツェワと組んで出場した8月のアキュラ・クラシックではティアIトーナメントレベル初のベスト8進出を記録する好成績を収めた。これにより年度末ランキングも47位と前年より一気に57位も上昇させ、ダブルストップ50で終了した。
一方、シングルスではITF2万5千ドル大会で2度優勝し、グランドスラムでも5月の全仏オープンと6月のウィンブルドン選手権で予選を勝ち上がり本戦に出場したが、全仏オープン1回戦では大会第29シード、当時世界ランク32位のヒセラ・ドゥルコに4-6,3-6のストレートで、ウィンブルドン選手権1回戦では大会第17シード、当時世界ランク17位のタチアナ・ゴロビンに7-5,3-6,6-8のフルセットでそれぞれ破れ、年度末ランキングも前年より若干下げる143位で終了した。

### 2008年
シングルスでは1月の全豪オープンで予選3試合を勝ち上がり、同大会シングルス本戦初出場を果たすと、1回戦でクララ・ザコパロバを2-6,6-4,8-6のフルセットの接戦の末破り、待望のグランドスラムシングルス本選初勝利を決める。2回戦では大会第19シード、当時世界ランク20位のシビル・バンマーを6-2, 6-0のストレートで圧倒し、1999年のジャネット・リー以来台湾人女性として9年振りとなる同大会3回戦進出を決めると、3回戦ではアラバン・レザイと対戦。謝の得意とする広角のグラウンドストロークにトップスピンロブやドロップショットを織り交ぜたトリッキーな試合展開でレザイから計58本のアンフォースドエラーを奪い、第2セットではレザイに3本のマッチポイントを凌がれフルセットに持ち込まれるも、試合時間2時間7分、6-2,6-7(3),6-4のスコアでレザイを破り、台湾のプロテニス選手として史上初のグランドスラム大会4回戦に進出。続く4回戦では当時世界ランク1位の第1シード、ジュスティーヌ・エナンに挑戦したが、2-6,2-6のストレートで敗れた。この年は他にも6月のウィンブルドン選手権と8月の全米オープンでそれぞれ2回戦に進出した他、ITFサーキット2万5千ドル大会でも3大会で優勝。これらの活躍により年度末ランキングも60位以上上昇させる79位で終了。自身初となるシングルストップ100フィニッシュを果たした。
一方、ダブルスも前年に引き続き好調なシーズンとなり、彭帥と組んで出場した9月第2週ののコモンウェルス・バンク・テニス・クラシックでシーズン初優勝を挙げると、荘佳容と組んで出場した同第4週のハンソル韓国オープンで荘と共に大会2連覇。この年は他にもバニア・キングと組んで出場した2月のPTTパタヤ・オープンと、ヤロスラワ・シュウェドワと組んで出場した8月のシンシナティ・マスターズでもそれぞれ準優勝の成績を収め、年度末ランキングも53位で終了した。

### 2009年

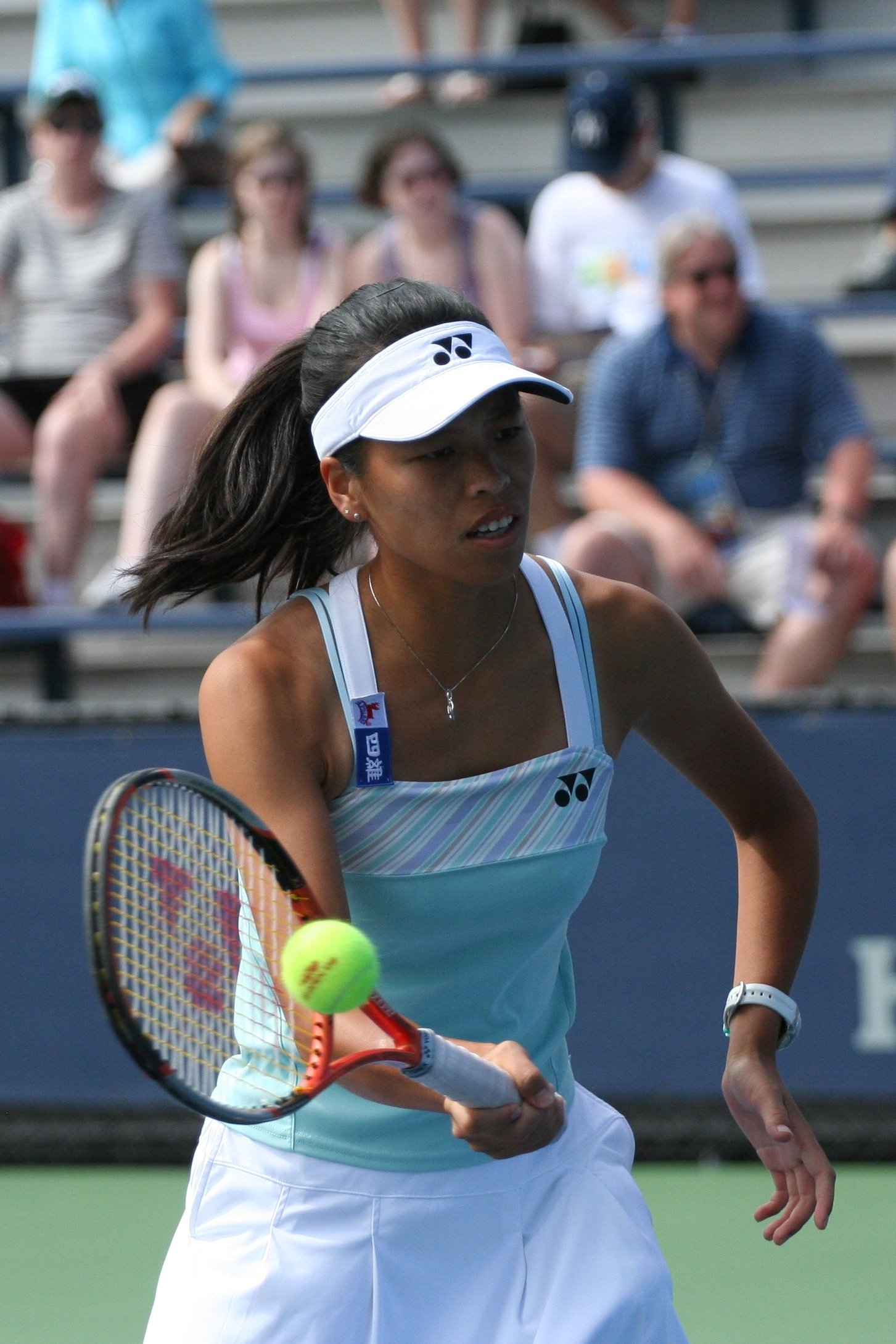
2009年全米オープンの謝

ダブルスでは彭帥と固定ペアを組んで臨んだシーズンとなり、彭と組んでノーシードで出場した1月のメディバンク国際で全試合ストレート勝ちで優勝し早くも結果を残すと、続いて大会第16シードで出場した全豪オープンでは、3回戦で大会第2シードのアナベル・メディナ・ガリゲス&ビルヒニア・ルアノ・パスクアルを6-0,6-1ストレートで破る活躍で初の準々決勝に進出し、大会第10シードのビーナス・ウィリアムズ&セリーナ・ウィリアムズに挑戦。ダブルスでもキャリア・グランドスラムを達成した実績を誇るウィリアムズ姉妹相手にフルセットに持ち込む健闘を見せるも、2-6,6-4,3-6のスコアで惜敗した。5月は大会第7シードで出場したBNLイタリア国際でクレーコート大会初優勝を果たすと、大会第9シードで出場した全仏オープンでは3回戦で大会第7シードのダニエラ・ハンチュコバ&杉山愛組を6-3,7-5のストレートで、準々決勝でノーシードのアグニエシュカ・ラドワンスカ&ウルシュラ・ラドワンスカ組を2-6,6-4,7-5のフルセットでそれぞれ破り、自身初となるグランドスラムダブルス準決勝に進出する。準決勝では大会第12シードのビクトリア・アザレンカ&エレーナ・ベスニナ組と対戦したが、3-6,5-7のストレートで敗れ、2007年の全豪オープンと全米オープンでそれぞれ準優勝した荘佳容&詹詠然組以来となるグランドスラム決勝進出を逃した。更に第5シードで出場した10月のチャイナ・オープンでも優勝する等謝にとってダブルスキャリア最高のシーズンとなり、年度末ランキングも台湾人トップとなる9位と、自己最高位を大きく更新して終了した。
この年はケビン・ウリエットと組んだ混合ダブルスでもウィンブルドン選手権でベスト8、全米オープンでベスト4の好成績を収めたが、その一方シングルスでは上位進出が続いたダブルスや混合ダブルスの代わりに出場大会数を絞ったこともあり、全豪オープンでは同胞の詹詠然に3-6,3-6のストレートで敗れ1回戦敗退、予選からの出場となった全仏オープンと全米オープンではそれぞれ1回戦で敗退し、ウィンブルドン選手権ではシングルスを欠場。ツアーでも9月の広州国際女子オープンで2回戦に進出したのがこの年唯一のツアーレベルでの勝利となるなど低調な結果に終わり、年度末ランキングも318位と大きく下降して終了した。

### 2010年
ダブルスでは前年に引き続き彭と固定を組んでシーズンを始めるも、大会第4シードで出場した1月の全豪オープン3回戦で第13シードのヒセラ・ドゥルコ&フラビア・ペンネッタ組に2-6,2-6のストレートで敗れたのを最後にペアを解消。アーラ・クドゥリャフツェワと組んで第16シードで出場した6月のウィンブルドン選手権では、第5シードのリーゼル・フーバー&ベサニー・マテック＝サンズ組との3回戦まで進出するも、エレニ・ダリニドゥーと組んでノーシードで出場した5月の全仏オープンでは1回戦でペトラ・クビトバ&シュテファニー・フェーゲレ組に5-7,6-7(1)のストレートで敗退し、再び彭帥と組んで第16シードで出場した8月の全米オープンでも2回戦のティメア・バシンスキー&タチアナ・ガルビン組に6-3,3-6,6-7(6)のフルセットで敗退。この年は他にも彭帥と組んで出場した1月のモーリラ・ホバート国際と8月のニューヘイブン・オープン、鄭潔と組んで出場した5月のワルシャワ・オープン、アナベル・メディナ・ガリゲスと組んで出場した6月のユニセフ・オープンでそれぞれツアーベスト4に進出するなど一定の成績を残したが、前年ほどの活躍とはならず年度末ランキングも46位までダウンして終了した。
一方シングルスでは前年よりダブルスを一層優先したこともあり僅か8大会の出場に留まり、グランドスラムの予選も出場ランキングのカットラインに達せず4大会全てに挑戦できなかったばかりかツアーレベルでも1勝も挙げる事ができなかった為、年度末ランキングも361位と前年同様の低調な結果に終わった。
またツアー外では、11月に中国・広州市で開催されたアジア競技大会に台湾代表として出場し、団体で銀メダルを、張凱貞と組んだダブルスで銀メダルをそれぞれ獲得した。

### 2011年
ダブルスではココ・バンダウェイと組んでノーシードで出場した5月の全仏オープンと、荘佳容と組んで大会第15シードで出場した6月のウィンブルドン選手権でそれぞれ1回戦敗退に終わったが、同じく荘と組んでノーシードで出場した1月の全豪オープンでは、2回戦で第13シードのエレーナ・ベスニナ&ベラ・ズボナレワ組を6-2,6-2のストレートで破り、第12シードのビクトリア・アザレンカ&マリア・キリレンコ組との準々決勝まで進出すると、ガリナ・ボスコボワと組んでノーシードで出場した8月の全米オープンでも2回戦で第14シードのヌリア・リャゴステラ・ビベス&アランチャ・パラ・サントンハ組を6-2,6-2のストレートで破り、第1シードのクベタ・ペシュケ&カタリナ・スレボトニク組との3回戦まで進出。更に鄭賽賽と組んでノーシードで出場した9月の広州国際女子オープンでは2年振りのツアー優勝となり、年度末ランキングも前年より11位上げる35位で終了した。
一方シングルスでは前年と同様に4大大会全てで予選のカットラインのランキングにも達することが出来ず不出場に終わり、ツアーレベルでも9月の広州国際女子オープンで2回戦に進出したのが唯一の勝利であったが、ITFサーキットでは7万5千ドル大会で1度優勝、2万5千ドル大会で2度優勝の成績を残し、年度末ランキングも前年より189位上昇する172位まで戻して終了。また混合ダブルスでもポール・ハンリーと組んでノーシードで出場したウィンブルドン選手権で、2回戦で第2シードのマックス・ミルヌイ&ヤロスラワ・シュウェドワ組を6-4,5-7,6-4のフルセットで、3回戦で第15シードのアンディ・ラム&メガン・ショーネシー組を7-6(4),7-6(3)のストレートで、準々決勝で第6シードのロハン・ボパンナ&サニア・ミルザ組を1-6,6-2,6-2のフルセットでそれぞれ破り、ベスト4に進出。この復調は6月のウィンブルドン選手権でジュニア選手の随行として来場していた元プロテニス選手でテニス指導者のポール・マクナミーに出会い、同大会直後からマクナミーをパートタイムコーチに付けて指導を受け始めたことがきっかけとされ、この出会いが謝のテニスへの取り組みに大きな変化を与えた事が理由の一つであった。

### 2012年
この年はシングルスで大きな躍進を遂げた一年となり、予選からの出場となった1月の全豪オープンこそ予選2回戦敗退に終わったが、予選を勝ち上がり本戦に出場となった2月のPTTパタヤ・オープンでは、1回戦で当時世界ランク35位の大会第5シード鄭潔を6-3,6-2のストレートで破ると、2回戦でクルム伊達公子を6-1,6-1のストレートで、準々決勝でサニア・ミルザを7-5,6-3のストレートでそれぞれ破り、第3シードのダニエラ・ハンチュコバとの準決勝まで進出すると、続いての出場となったBMWマレーシア・オープンでも予選を勝ち上がり本戦に出場。本戦では1回戦で大会第8シードのアン・キオザボングを6-4,7-5のストレートで、2回戦でケーシー・デラクアを6-1,7-5のストレートで破り準々決勝に進出。準々決勝では第1シードで当時世界ランク6位のアグニエシュカ・ラドワンスカとの対決となるも、ラドワンスカが試合前に肘の怪我を理由に棄権し準決勝に進出。準決勝ではノーシードのエレニ・ダリニドゥーとの対戦となったが、ダリニドゥーを6-0,4-6,6-1のフルセットで下し、自身初、台湾人選手としても2007年のPTTバンコク・オープンで決勝に進出した詹詠然以来、5年振りとなるWTAツアーシングルス決勝進出を果たす。初となった決勝では第5シードのペトラ・マルティッチと対戦。フルセットの接戦となるも、謝が2-6,7-5,4-1とリードしたところでマルティッチが疲労により棄権。これにより台湾選手としては1996年のチャイナ・オープンで優勝した王思婷以来16年振り、史上二人目となるツアーシングルス優勝を達成した。
更に第13シードで出場した6月のエイゴン・クラシックでは第8シードのエカテリーナ・マカロワとの準々決勝まで進出すると、同月のウィンブルドン選手権では主催者推薦のビルジニ・ラザノ6-2,6-4のストレートで破り、4年振りとなるグランドスラム勝利を挙げる活躍で当時世界ランク1位の第1シードマリア・シャラポワとの3回戦まで進出。7月のロンドン五輪にも台湾代表としてオリンピック初出場を果たしたが、ここでは1回戦で彭帥に3-6,7-6(7),5-7のフルセットで惜敗。続いてノーシードで出場した9月の広州国際女子オープンでは1回戦でニーナ・ブラチコワを7-5,6-3のストレートで、2回戦で張凱貞を6-0,6-3のストレートで、準々決勝でマチルド・ヨハンソンを6-3,6-0のストレートで、準決勝で第5シードのウルシュラ・ラドワンスカを6-1,3-6,6-0のフルセットでそれぞれ破り、シーズン二度目のツアー決勝に進出。決勝ではローラ・ロブソンとのノーシード対決となりフルセットに縺れる接戦となるも、謝が試合時間2時間48分、6-3,5-7,6-4のスコアでロブソンを振り切りツアー2勝目を達成した。この年はITFサーキットでも最高グレードの10万ドル大会で2度優勝、5万ドル大会で1度優勝の成績を収め、10月15日付けのWTAランキングでは25位まで上昇。台湾人選手として王思婷が1993年11月に記録した26位の過去最高位を実に19年振りに更新した。11月にはブルガリア・ソフィアで開催されたWTAトーナメント・オブ・チャンピオンズに台湾人選手として初出場を果たす。大会のラウンドロビンではキャロライン・ウォズニアッキ、ロベルタ・ビンチ、ダニエラ・ハンチュコバと同組となり、第一試合のウォズニアッキ戦は2-6,2-6のストレートで、第二試合のビンチ戦は1-6,2-6のストレートでそれぞれ敗退。第三試合のハンチュコバ戦は6-1,0-6,6-4のフルセットで勝利したが、グループリーグ突破はならなかった。これらの活躍により、年度末ランキングも最高位を維持する25位で終了。WTAアワードのカムバック賞にもノミネートされた(ヤロスラワ・シュウェドワが受賞)。
一方ダブルスでは、ティメア・バボスと組んでノーシードで出場した6月のエイゴン・クラシック決勝で、当時世界ランク1位ペアのリーゼル・フーバー&リサ・レイモンド組を7-5,6-7(2)10-8のスーパータイブレークの接戦で破り優勝すると、荘佳容と組んで台湾代表としてノーシードで出場した7月のロンドン五輪では、2回戦で第7シードのフラビア・ペンネッタ&フランチェスカ・スキアボーネ組を6-7(3),7-5,6-4のフルセットで破り、台湾代表として同種目過去最高成績となるベスト8まで進出。アナベル・メディナガリゲスと組んで第16シードで出場した8月の2012年全米オープンでは、3回戦で前年度優勝ペアの第1シードリーゼル・フーバー&リサ・レイモンド組を6-4,2-6,6-4のフルセットで破る活躍でベスト4まで進出。この年は他にも彭帥と組んでノーシードで出場した2月のドバイ・テニス選手権と、ティメア・バボスと組んで第4シードで出場した5月のストラスブール国際でそれぞれベスト4に進出する好成績を収め、年度末ランキングも25位と前年より10位上昇させて終了した。

### 2013年-
2018年ウィンブルドン選手権では3回戦で世界ランキング1位のシモナ・ハレプに勝利した。

## プレースタイル
謝はツアーでも数少ないフォアハンド/バックハンド共に両手打ちの選手であり、これを生かした強力なフラットショットが武器である。この両手打ちから広角のグラウンドストロークをコンパクトなテイクバックで素早く繰り出すことで、相手による謝のショットの軌道予測を難しいものにしている。
また「鬼のドロップショット」、「ゴースト・カットボール」とも評される、両手持ちの状態からラケットの面を巧みに切り替える質の高いドロップショットやスライスショットをサーフェスを問わず多用する等他に例を見ないトリッキーで戦術性の高いプレースタイルを持ち味としており、2012年ウィンブルドン選手権女子シングルス3回戦で対戦したマリア・シャラポワは「私はジュニアの頃から彼女を知っているが、(サーフェスを問わず)クレーコートの試合の如くドロップやスライスを多用する彼女のスタイルは私にとって悪夢のようなもの」、「一体彼女は何処でこのようなテニスを学んだのか」と述べた上で、「ドロップショットやスライスショットを多用する彼女のスタイルは相手を狂気に追い込む」と謝のプレースタイルの予測不可能性を賞賛し、2012年の広州国際女子オープンで対戦したローラ・ロブソンは「彼女とは去年の大阪で一度対戦して負けているが、その時も次に彼女がどんなショットを打ってくるのか、全く予想できなかった。」と述べ、「彼女は他の選手とは全く違う戦い方をしてくる選手」と評した。
またテニスマガジンのコラムニスト、スティーブ・ティグノールは"我々がもっと試合を見たい選手"五人の内の一人に謝を選んだ上で、「彼女の両サイド両手打ちから放たれるショット、スピンボール、プレースメント、そして特に失敗を恐れずに試みるドロップショットを見れば、彼女が異端の才能を持っている事をすぐに理解しもっと試合を見たいと思うのが自然だろう。そして彼女のこうした一見型破りだが創造性の高いテニスは我々がTVで見ている女子の試合に対する文字通りのチェンジ・オブ・ペースとなるし、彼女のシングルストップ20到達を助けるものになるかもしれない。」と評した。
一方、2010年7月に元プロテニス選手のポール・マクナミーがパートタイムコーチに就任する以前は、好調なダブルスに比べ、2008年シーズンの躍進を経てもなおシングルスの試合出場に消極的であったが、「彼女はダブルスのスペシャリストであることに自分を留めず、もっとシングルスの試合にも出るべき」、「就任当初の彼女は本当にシングルス試合出場の多くを嫌がっていたが、それは彼女の多くの才能を無駄にすることだ」と感じたマクナミーは、同年7月にカザフスタン・フェルガナで開催されたITFサーキット2万5千ドル大会に、当初出場を渋った謝を説得し出場させる。しかし言われるがまま出場したこの大会で準優勝を遂げると、引き続き説得され2週連続で出場した8月のITFサーキット北京7万5千ドル大会でも優勝。謝にとってこの2大会での思わぬ活躍がシングルスでのプレーに自信をつけるターニングポイントとなり、「精神的な部分を含め、私の試合の多くの面で『変わった』と感じるし、その大きなきっかけは私が偉大なコーチに付いたことにあると思う」と、マクナミーに信頼を寄せるようになる。マクナミーは更に、従来ドロップショットやスライスショットをベースラインから多用し相手のミスを引き出すのが主な戦術であった謝に対し、ボレーショットもツアーでトップ3に入るレベルの物を持っていると評価し、謝にもっとネット際に詰めてこのボレーも使って攻撃的な面も加えていくよう提案。これにより謝のプレースタイルに一層厚みが増し、2012年の活躍に繋がっていったという。

## WTAツアー決勝進出結果

### シングルス: 3回 (3勝0敗)
| 大会グレード                  |
| ----------------------------- |
| グランドスラム (0–0)          |
| WTAファイナルズ (0–0)         |
| プレミア・マンダトリー (0–0)  |
| プレミア5 (0-0)               |
| WTAエリート・トロフィー (0-0) |
| プレミア (0–0)                |
| インターナショナル (3–0)      |

| 結果 | No. | 決勝日        | 大会             | サーフェス | 対戦相手             | スコア                 |
| ---- | --- | ------------- | ---------------- | ---------- | -------------------- | ---------------------- |
| 優勝 | 1.  | 2012年3月4日  | クアラルンプール | ハード     | ペトラ・マルティッチ | 2–6, 7–5, 4–1 途中棄権 |
| 優勝 | 2.  | 2012年9月22日 | 広州             | ハード     | ローラ・ロブソン     | 6–3, 5–7, 6–4          |
| 優勝 | 3.  | 2018年9月16日 | 東京             | ハード     | アマンダ・アニシモバ | 6–2, 6–2               |

### ダブルス: 45回 (30勝15敗)
| 大会グレード          | 大会グレード                 |
| 2008年以前            | 2009年以後                   |
| --------------------- | ---------------------------- |
| グランドスラム (2–0)  |                              |
| WTAファイナルズ (1–1) |                              |
| ティア I (0–0)        | プレミア・マンダトリー (3-0) |
| ティア I (0–0)        | プレミア5 (4-1)              |
| ティア II (1–0)       | プレミア (1-3)               |
| ティア III (1–2)      | インターナショナル (5-1)     |
| ティア IV ＆ V (2–3)  | インターナショナル (5-1)     |

| 結果   | No. | 決勝日         | 大会                 | サーフェス    | パートナー                 | 対戦相手                                                    | スコア                 |
| ------ | --- | -------------- | -------------------- | ------------- | -------------------------- | ----------------------------------------------------------- | ---------------------- |
| 準優勝 | 1.  | 2004年10月3日  | ソウル               | ハード        | 荘佳容                     | 田美螺 趙倫貞                                               | 3–6, 6–1, 5–7          |
| 準優勝 | 2.  | 2007年1月6日   | オークランド         | ハード        | シーカ・ウベロイ           | ヤネッテ・フサロバ パオラ・スアレス                         | 2–6, 0–6               |
| 準優勝 | 3.  | 2007年2月18日  | バンガロール         | ハード        | アーラ・クドゥリャフツェワ | 詹詠然 荘佳容                                               | 7–6(4), 2–6, [9–11]    |
| 優勝   | 4.  | 2007年9月23日  | 北京                 | ハード        | 荘佳容                     | 韓馨蘊 徐一幡                                               | 7–6(2), 6–3            |
| 優勝   | 5.  | 2007年9月30日  | ソウル               | ハード        | 荘佳容                     | エレニ・ダニリドゥ ヤスミン・ヴェール                       | 6–2, 6–2               |
| 準優勝 | 6.  | 2008年2月10日  | パタヤ               | ハード        | バニア・キング             | 詹詠然 荘佳容                                               | 4–6, 3–6               |
| 準優勝 | 7.  | 2008年8月11日  | シンシナティ         | ハード        | ヤロスラワ・シュウェドワ   | マリア・キリレンコ ナディア・ペトロワ                       | 3–6, 6–4, [8–10]       |
| 優勝   | 8.  | 2008年9月14日  | バリ                 | ハード        | 彭帥                       | マルタ・ドマホフスカ ナディア・ペトロワ                     | 6–7(4), 7–6(3), [10–7] |
| 優勝   | 9.  | 2008年9月28日  | ソウル               | ハード        | 荘佳容                     | ベラ・ドゥシェビナ マリア・キリレンコ                       | 6–3, 6–0               |
| 優勝   | 10. | 2009年1月16日  | シドニー             | ハード        | 彭帥                       | ナタリー・ドシー ケーシー・デラクア                         | 6–0, 6–1               |
| 優勝   | 11. | 2009年5月9日   | ローマ               | クレー        | 彭帥                       | ダニエラ・ハンチュコバ 杉山愛                               | 7–5, 7–6(5)            |
| 優勝   | 12. | 2009年10月11日 | 北京                 | ハード        | 彭帥                       | アーラ・クドゥリャフツェワ エカテリーナ・マカロワ           | 6–3, 6–1               |
| 優勝   | 13. | 2011年9月24日  | 広州                 | ハード        | 鄭賽賽                     | 詹謹瑋 韓馨蘊                                               | 6-2, 6-1               |
| 優勝   | 14. | 2012年6月17日  | バーミンガム         | 芝            | ティメア・バボス           | リーゼル・フーバー リサ・レイモンド                         | 7–5, 6–7(2), [10–8]    |
| 優勝   | 15. | 2013年5月19日  | ローマ               | クレー        | 彭帥                       | サラ・エラニ ロベルタ・ビンチ                               | 4–6, 6–3, [10–8]       |
| 優勝   | 16. | 2013年7月6日   | ウィンブルドン       | 芝            | 彭帥                       | アシュリー・バーティ ケーシー・デラクア                     | 7–6(1), 6–1            |
| 優勝   | 17. | 2013年8月18日  | シンシナティ         | ハード        | 彭帥                       | アンナ＝レナ・グローネフェルト クベタ・ペシュケ             | 2–6, 6–3, [12–10]      |
| 優勝   | 18, | 2013年9月21日  | 広州                 | ハード        | 彭帥                       | バニア・キング ガリナ・ボスコボワ                           | 6–3, 4–6, [12–10]      |
| 優勝   | 19. | 2013年10月27日 | イスタンブール       | ハード (室内) | 彭帥                       | エカテリーナ・マカロワ エレーナ・ベスニナ                   | 6–4, 7–5               |
| 優勝   | 20. | 2014年2月26日  | ドーハ               | ハード        | 彭帥                       | クベタ・ペシュケ カタリナ・スレボトニク                     | 6–4, 6–0               |
| 優勝   | 21. | 2014年3月15日  | インディアンウェルズ | ハード        | 彭帥                       | カーラ・ブラック サニア・ミルザ                             | 7–6(5), 6–2            |
| 優勝   | 22. | 2014年6月8日   | 全仏オープン         | クレー        | 彭帥                       | サラ・エラニ ロベルタ・ビンチ                               | 6–4, 6–1               |
| 準優勝 | 23. | 2014年10月26日 | シンガポール         | ハード (室内) | 彭帥                       | カーラ・ブラック サニア・ミルザ                             | 1–6, 0–6               |
| 準優勝 | 24. | 2015年2月28日  | ドーハ               | ハード        | サニア・ミルザ             | ラケル・コップス＝ジョーンズ アビゲイル・スピアーズ         | 4–6, 4–6               |
| 優勝   | 25. | 2017年2月26日  | ブダペスト           | ハード (室内) | オクサナ・カラシニコワ     | アリーナ・ロディオノワ ガリナ・ボスコボワ                   | 6–3, 4–6, [10–4]       |
| 優勝   | 26. | 2017年4月16日  | ビール/ビエンヌ      | ハード (室内) | モニカ・ニクレスク         | ティメア・バシンスキー マルチナ・ヒンギス                   | 5–7, 6–3, [10–7]       |
| 準優勝 | 27. | 2017年8月19日  | シンシナティ         | ハード        | モニカ・ニクレスク         | 詹詠然 マルチナ・ヒンギス                                   | 6–4, 4–6, [7–10]       |
| 準優勝 | 28. | 2018年2月24日  | ドバイ               | ハード        | 彭帥                       | 詹皓晴 楊釗煊                                               | 6–4, 2–6, [6–10]       |
| 優勝   | 29. | 2018年3月17日  | インディアンウェルズ | ハード        | バルボラ・ストリコバ       | エカテリーナ・マカロワ エレーナ・ベスニナ                   | 6–4, 6–4               |
| 準優勝 | 30. | 2018年8月25日  | ニューヘイブン       | ハード        | ラウラ・シグムント         | アンドレア・セスティニ・フラバーチコバ バルボラ・ストリコバ | 4–6, 7–6(7), [4–10]    |
| 準優勝 | 31. | 2018年9月23日  | ソウル               | ハード        | 謝淑映                     | 崔知希 韓娜梨                                               | 3–6, 2–6               |
| 優勝   | 32. | 2019年2月23日  | ドバイ               | ハード        | バルボラ・ストリコバ       | ルーシー・ハラデツカ エカテリーナ・マカロワ                 | 6–4, 6–4               |
| 優勝   | 33. | 2019年4月11日  | マドリード           | クレー        | バルボラ・ストリコバ       | ガブリエラ・ダブロウスキー 徐一幡                           | 6–3, 6–1               |
| 優勝   | 34. | 2019年6月23日  | バーミンガム         | 芝            | バルボラ・ストリコバ       | アンナ＝レナ・グローネフェルト デミ・シュールス             | 6–4, 6–7(3), [10–8]    |
| 優勝   | 35. | 2019年7月6日   | ウィンブルドン       | 芝            | バルボラ・ストリコバ       | ガブリエラ・ダブロウスキー 徐一幡                           | 6–2, 6–4               |
| 準優勝 | 36. | 2019年9月22日  | 東京                 | ハード        | 謝語倢                     | 詹詠然 詹皓晴                                               | 5–7, 5–7               |
| 準優勝 | 37. | 2019年11月3日  | 深圳                 | ハード (室内) | バルボラ・ストリコバ       | ティメア・バボシュ クリスティナ・ムラデノビッチ             | 1–6, 3–6               |
| 優勝   | 38. | 2020年1月12日  | ブリスベン           | ハード        | バルボラ・ストリコバ       | アシュリー・バーティ キキ・ベルテンス                       | 3–6, 7-6(7), [10–8]    |
| 準優勝 | 39. | 2020年2月2日   | 全豪オープン         | ハード        | バルボラ・ストリコバ       | ティメア・バボシュ クリスティナ・ムラデノビッチ             | 2–6, 1–6               |
| 優勝   | 40. | 2020年2月22日  | ドバイ               | ハード        | バルボラ・ストリコバ       | バルボラ・クレイチコバ 鄭賽賽                               | 7–5, 3–6, [10–5]       |
| 優勝   | 41. | 2020年2月28日  | ドーハ               | ハード        | バルボラ・ストリコバ       | ガブリエラ・ダブロウスキー エレナ・オスタペンコ             | 6–2, 5–7, [10–2]       |
| 優勝   | 42. | 2020年5月19日  | ローマ               | クレー        | バルボラ・ストリコバ       | アンナ・レナ・フリードサム イオアナ・ラルカ・オラル         | 6–2, 6–2               |
| 優勝   | 43. | 2021年7月10日  | ウィンブルドン       | 芝            | エリーズ・メルテンス       | ベロニカ・クデルメトワ エレーナ・ベスニナ                   | 3–6, 7–5, 9–7          |
| 優勝   | 44. | 2021年10月16日 | インディアンウェルズ | ハード        | エリーズ・メルテンス       | ベロニカ・クデルメトワ エレーナ・リバキナ                   | 7-6(7-1), 6-3          |
| 準優勝 | 45. | 2021年11月17日 | グアダラハラ         | ハード        | エリーズ・メルテンス       | バルボラ・クレイチコバ カテリナ・シニアコバ                 | 3-6, 4-6               |

## グランドスラム大会通算成績
略語の説明
| W | F | SF | QF | #R | RR | Q# | LQ | A | Z# | PO | G | S | B | NMS | P | NH |

W=優勝, F=準優勝, SF=ベスト4, QF=ベスト8, #R=#回戦敗退, RR=ラウンドロビン敗退, Q#=予選#回戦敗退, LQ=予選敗退, A=大会不参加, Z#=デビスカップ/BJKカップ地域ゾーン, PO=デビスカップ/BJKカッププレーオフ, G=オリンピック金メダル, S=オリンピック銀メダル, B=オリンピック銅メダル, NMS=マスターズシリーズから降格, P=開催延期, NH=開催なし.
| 大会           | 2002 | 2003 | 2004 | 2005 | 2006 | 2007 | 2008 | 2009 | 2010 | 2011 | 2012 | 2013 | 2014 | 2015 | 2016 | 2017 | 2018 | 2019 | 2020 | 2021 | 通算成績 |
| -------------- | ---- | ---- | ---- | ---- | ---- | ---- | ---- | ---- | ---- | ---- | ---- | ---- | ---- | ---- | ---- | ---- | ---- | ---- | ---- | ---- | -------- |
| シングルス     |      |      |      |      |      |      |      |      |      |      |      |      |      |      |      |      |      |      |      |      |          |
| 全豪オープン   | Q2   | A    | A    | A    | Q3   | Q2   | 4R   | 1R   | A    | A    | Q2   | 2R   | 1R   | A    | 2R   | 2R   | 4R   | 3R   | 1R   | QF   | 15–10    |
| 全仏オープン   | Q3   | A    | A    | A    | 1R   | 1R   | 1R   | Q1   | A    | A    | 1R   | 1R   | Q1   | Q1   | 2R   | 3R   | 1R   | 2R   | 2R   | 1R   | 5–11     |
| ウィンブルドン | Q2   | A    | A    | A    | 1R   | 1R   | 2R   | A    | A    | A    | 3R   | 2R   | 1R   | 2R   | 1R   | 1R   | 4R   | 3R   | NH   | 1R   | 10–12    |
| 全米オープン   | Q1   | A    | A    | 1R   | Q3   | Q3   | 2R   | Q1   | A    | A    | 1R   | 2R   | Q1   | Q2   | 1R   | A    | 2R   | 2R   | A    | 2R   | 5–8      |
| ダブルス       |      |      |      |      |      |      |      |      |      |      |      |      |      |      |      |      |      |      |      |      |          |
| 全豪オープン   | A    | A    | A    | 1R   | 2R   | 1R   | 2R   | QF   | 3R   | QF   | 2R   | 3R   | 2R   | 2R   | 3R   | A    | SF   | 2R   | F    | 2R   | 28–16    |
| 全仏オープン   | A    | A    | A    | A    | A    | 2R   | 1R   | SF   | 1R   | 1R   | 2R   | 2R   | W    | QF   | 1R   | 2R   | 1R   | 3R   | 3R   | 3R   | 21–13    |
| ウィンブルドン | A    | A    | A    | A    | 1R   | 1R   | 1R   | 1R   | 3R   | 1R   | 3R   | W    | 3R   | QF   | 1R   | 1R   | 3R   | W    | NH   | W    | 23–12    |
| 全米オープン   | A    | A    | A    | A    | A    | 1R   | 1R   | 2R   | 2R   | 3R   | SF   | QF   | 3R   | 2R   | A    | 3R   | 3R   | 3R   | A    | QF   | 23–13    |
| 混合ダブルス   |      |      |      |      |      |      |      |      |      |      |      |      |      |      |      |      |      |      |      |      |          |
| 全豪オープン   | A    | A    | A    | A    | A    | A    | A    | A    | A    | 1R   | 2R   | QF   | 1R   | SF   | A    | A    | A    | A    |      |      | 6–4      |
| 全仏オープン   | A    | A    | A    | A    | A    | A    | A    | 2R   | 2R   | 1R   | A    | 1R   | A    | A    | A    | A    | A    |      |      |      | 3-4      |
| ウィンブルドン | A    | A    | A    | A    | A    | A    | A    | QF   | 3R   | SF   | QF   | 1R   | A    | A    | A    | A    | A    |      |      |      | 12-5     |
| 全米オープン   | A    | A    | A    | A    | A    | A    | A    | SF   | 1R   | A    | 1R   | A    | A    | QF   | A    | A    | A    |      |      |      | 5-4      |